# Fear Yourself
Fear Yourself är ett musikalbum av Daniel Johnston från 2003. Det är hans 15:e album och är producerat av Mark Linkous.

## Låtlista
Alla låtar är skrivna av Daniel Johnston
1. "Now" - 2:26
2. "Syrup of Tears" - 4:11
3. "Mountain Top" - 2:04
4. "Love Enchanted" - 3:45
5. "Must" - 4:08
6. "Fish" - 3:11
7. "The Power of Love" - 5:23
8. "Forever Your Love" - 4:50
9. "Love Not Dead" - 4:10
10. "You Hurt Me" - 4:24
11. "Wish" - 3:26
12. "Living it for the Moment"